# 5012 Eurymedon
Az 5012 Eurymedon (ideiglenes jelöléssel 9507 P-L) egy kisbolygó a Naprendszerben. Cornelis Johannes van Houten,  Ingrid van Houten-Groeneveld,  Tom Gehrels fedezte fel 1960. október 17-én.